# Tjeerd Royaards
Tjeerd Willem Royaards conocido como Tjeerd Royaards ( Brielle, 19 de febrero de 1980 ) es un dibujante holandés .

## Biografía
Royaards desciende de la rama artística más antigua de la familia Royaards. Es hijo de un médico de empresa y de una enfermera y nieto del arquitecto Kees Royaards ( 1906-1970 ) y de la diseñadora e ilustradora Rensina ten Holt ( 1914 ). Obtuvo una maestría en ciencias políticas de la Universidad de Amsterdam . Desde 2008 es caricaturista ( político ). En 2010 ganó el segundo premio de Press Cartoon Europe, en 2016 el tercer premio de Una Vignetta per l'Europe. El 25 de septiembre de 2018 recibió el Premio Inktspot 2018 .
Royaards es editor en jefe de la plataforma internacional The Cartoon Movement y publica en Joop.nl, en Trouw y en publicaciones extranjeras como The Guardian, Der Spiegel y Le Monde . Anteriormente publicó en NRC.

## premios
- Prensa Cartoon Europa, en 2016 ;
- Premio Inktspot, en 2018 ;

## enlaces externos
- sitio web oficial